# Casaglione
Casaglione (Corsicaans: Casaglionu) is een gemeente in het Franse departement Corse-du-Sud (regio Corsica) en telt 292 inwoners (1999). De oppervlakte bedraagt 14,73 km², de bevolkingsdichtheid is 19 inwoners per km².

## Geografie

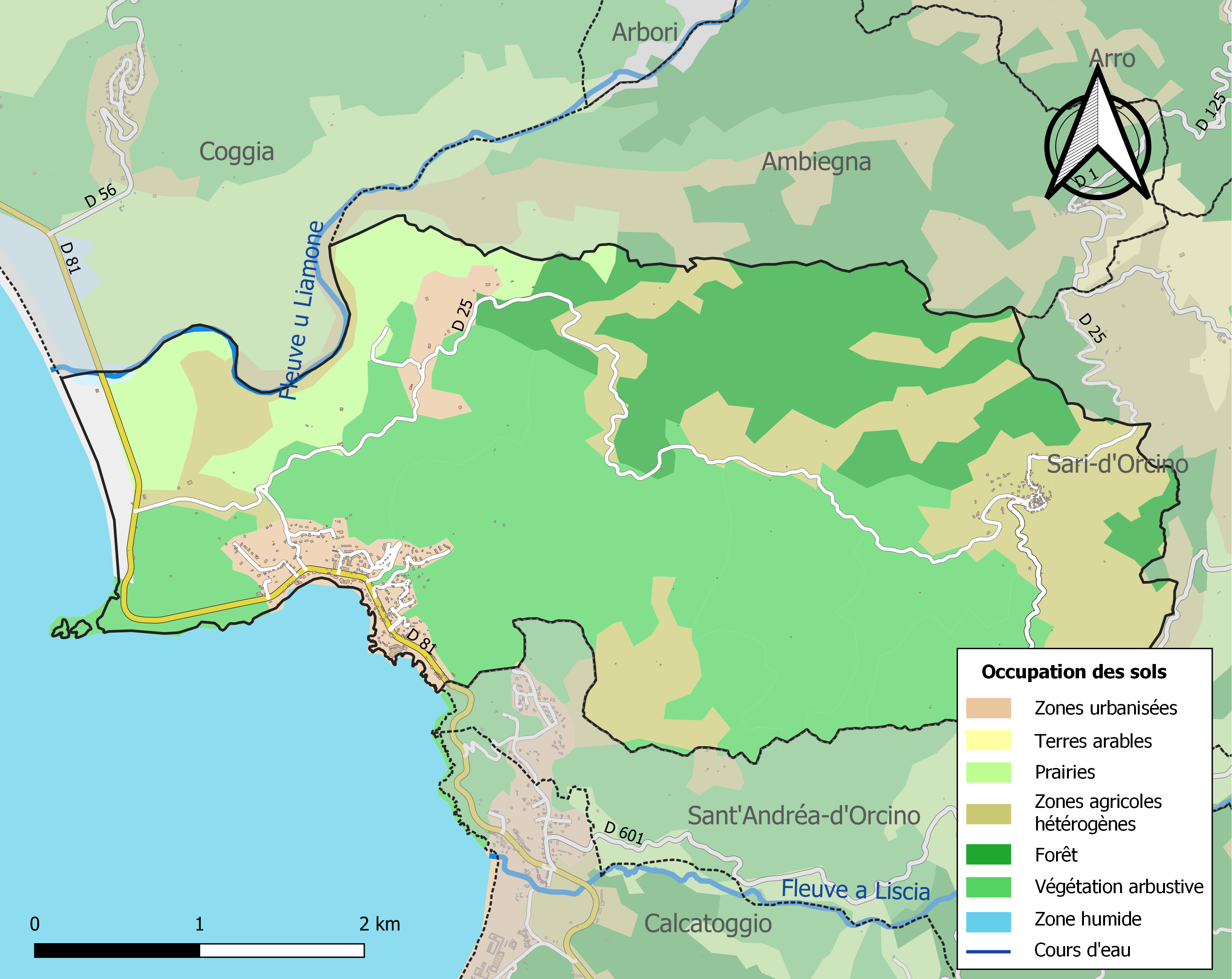
Kaart van de gemeente met de belangrijkste infrastructuur, bodemgebruik en omliggende gemeenten

## Demografie
Onderstaande figuur toont het verloop van het inwonertal.
Vanwege een beveiligingsprobleem met de MediaWiki Graph-software is het momenteel niet mogelijk deze grafiek weer te geven. Zodra de software is bijgewerkt zal de grafiek vanzelf weer zichtbaar worden.